# Burbujeador

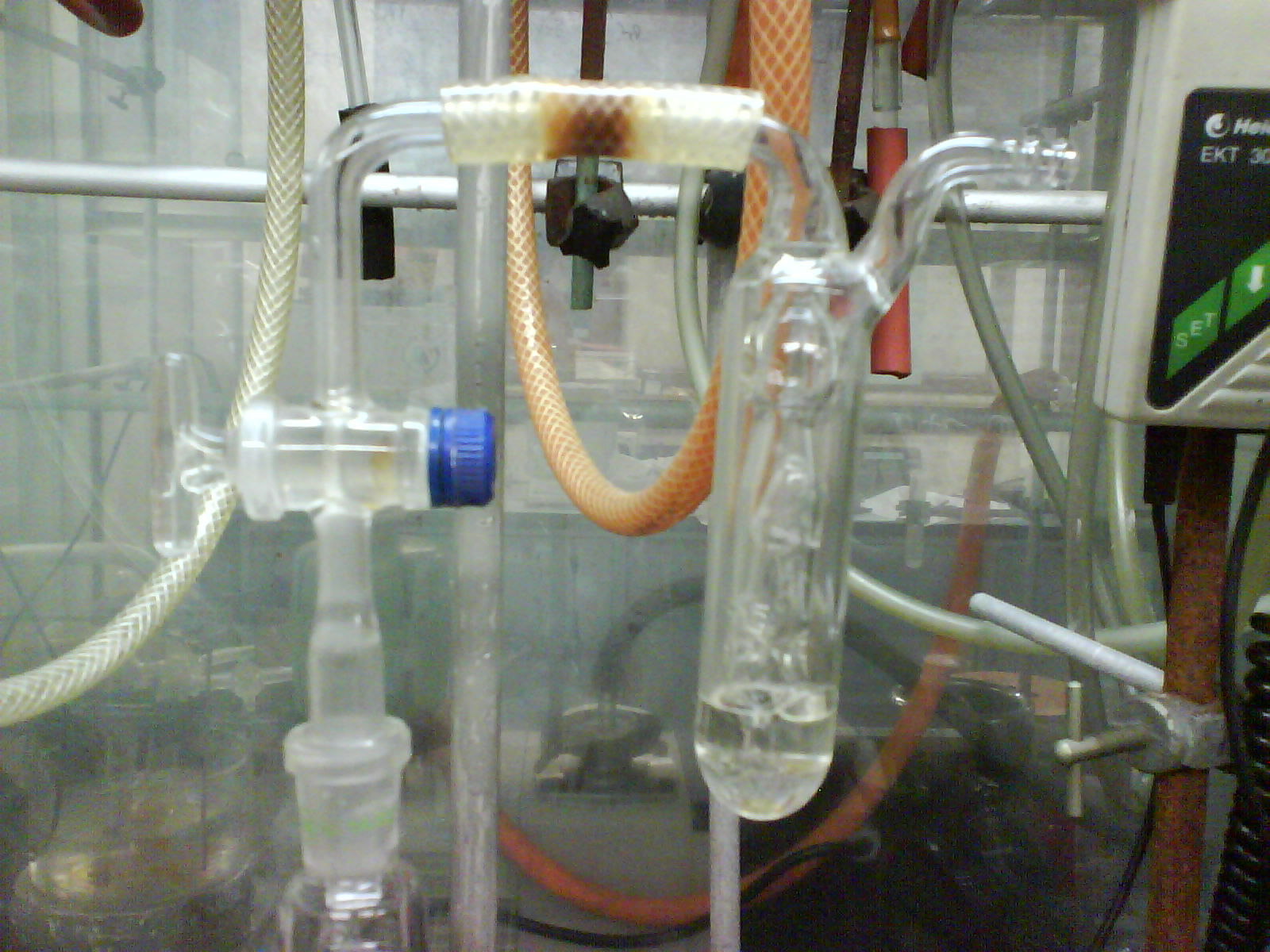
Un burbujeador de gas sencillo, conteniendo aceite de silicona

Un burbujeador de gas, o borboteador de gas, es una pieza de vidrio de laboratorio que consiste en una ampolla de vidrio llena de una pequeña cantidad de líquido - por lo general aceite mineral o silicona, y menos comúnmente mercurio. La entrada a la ampolla está conectada a una junta de vidrio esmerilado, mientras que la salida está abierta al aire.
Los burbujeadores de gas se utilizan para excluir el aire de una reacción o un sistema. En el primer caso, el burbujeador de gas se instala en el condensador del sistema de reacción. En el segundo caso, un burbujeador de aceite se suele instalar en el extremo del colector de gas inerte en una línea de Schlenk para prevenir la contaminación por el oxígeno atmosférico y el agua.
Un burbujeador de gas funciona como una válvula de un solo sentido. Los gases del interior (aire caliente, gases desprendidos, vapores de disolventes) burbujean a través del líquido antes de ser liberados a la atmósfera. Si hubiera una baja presión interna en el recipiente de la reacción (por ejemplo, cuando baja la temperatura y los gases de dentro se contraen), un poco de líquido es absorbido por un colector de aceite para igualar la presión, en lugar de que entre aire. Siempre que sea posible, se debe evitar esta retroabsorción llenando el aparato de reacción con un gas inerte, ya que una presión demasiado baja hará que el aceite sea aspirado dentro del recipiente de reacción, contaminándolo.
Las burbujas permiten que el operador pueda confirmar de forma visible que el sistema está siendo atravesado por un flujo de gas inerte, y la velocidad a la que se forman las burbujas permiten al operador ajustar la presión de entrada.

## Burbujeador de aceite
Los burbujeadores de aceite están llenos de aceites minerales o aceite de silicona. Ambos son muy resistentes al ataque químico. Los burbujeadores de aceite son los más utilizados, ya que el aceite es barato y no tóxico.
Un inconveniente es que debido a la menor densidad del aceite, en caso de una bajada de presión en el recipiente de reacción, una suficiente cantidad de aceite puede ser absorbida a través del colector de aceite entrando así en el sistema de gas inerte y contaminándolo. Debido a la misma razón, la presión dentro del sistema de gas inerte, siempre se mantendrá cercana a la atmosférica. Esto es una desventaja cuando se trata de realizar transferencias con cánula usando la presión de gas inerte para forzar la entrada de un reactivo líquido en otro mediante una cánula.

## Burbujeador de mercurio

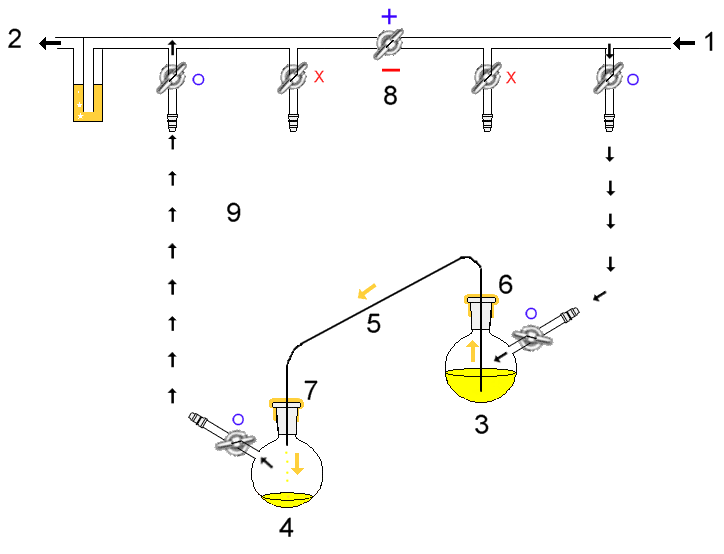
Transferencia con cánula usando la presión del gas

Los burbujeadores de mercurio son muy similares en su construcción a los de aceite. Se evita su uso en lo posible, debido a la dificultad y el costo en el tratamiento de los derrames de mercurio.
La ventaja más importante del mercurio sobre el aceite, es que se puede mantener una presión importante dentro del sistema de gas inerte (equivalente a la altura de la columna de mercurio). Las columnas altas se pueden utilizar para explotar esta característica aún más. Además, el mercurio puede reaccionar con diversos productos químicos, tales como amoníaco y acetileno, con resultados potencialmente peligrosos.
Al aumentar la presión dentro del sistema de gas inerte, los puntos de ebullición se incrementan, lo que permite reacciones a reflujo que se llevarán a cabo a una temperatura más alta. Además, las transferencias con cánula se llevan a cabo con mayor facilidad debido a la mayor presión de gas disponible para impulsar un reactivo líquido de un recipiente a otro, a través de una cánula.
Algunas alternativas a este uso son:
- Aspirar el líquido (en lugar de empujarlo) a través de la cánula por la acción del vacío,
- Cerrar la línea de gas inerte hasta el burbujeador, y permitir que el gas inerte empuje el reactivo a través de la cánula, y
- Tener un exceso de presión de sangrado fuera de un burbujeador instalado directamente sobre el recipiente receptor.